# Ophiorrhiza schumannii
Ophiorrhiza schumannii är en måreväxtart som beskrevs av Theodoric Valeton. Ophiorrhiza schumannii ingår i släktet Ophiorrhiza och familjen måreväxter. Inga underarter finns listade i Catalogue of Life.